# 베를린-바그다드 철도

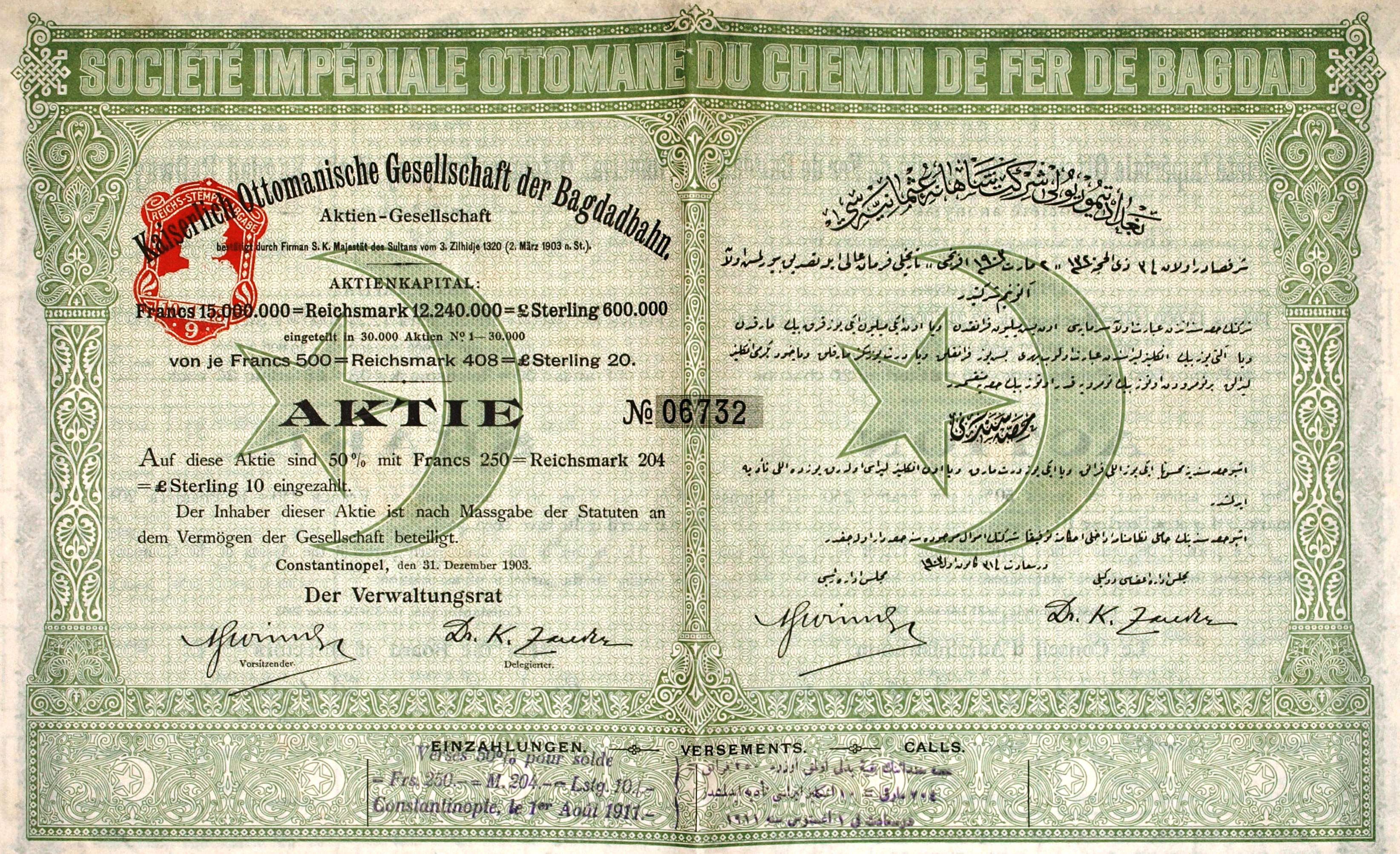
1903년 12월 31일 발행된 바그다드 철도 지분

바그다드 철도, 또는 베를린–바그다드 철도(튀르키예어: Bağdat Demiryolu, 독일어: Bagdadbahn, 아랍어: سكة حديد بغداد, 프랑스어: Chemin de Fer Impérial Ottoman de Bagdad)는 1903년에 베를린과 당시 오스만 도시인 바그다드를 연결하기 위해 시작되었다. 독일은 바그다드에서 페르시아만에 항구를 건설하고자 했으며, 현대의 튀르키예, 시리아, 이라크를 가로지르는 1,600-킬로미터 (1,000 mi) 길이의 노선이었다. 장피에르 필리우는 2022년 저서 《중동의 역사》(201쪽)에서 제1차 세계 대전 전야의 상황을 요약하며 이 (계획된) 철도에 대해 "영국은 바그다드와 페르시아만 바스라 항구를 잇는 철도 노선의 마지막 구간이 자신들을 위해 유보되도록 보장했다"고 말했다. 바그다드에서 바스라로 가는 현재 노선은 2014년에야 개통되었다.
이 노선은 1940년에야 완공되었다. 제1차 세계 대전의 발발 무렵, 철도는 목표 지점에서 여전히 960 km (600마일) 떨어져 있었다. 바그다드로 가는 마지막 구간은 1930년대 후반에 건설되었으며, 이스탄불에서 바그다드로 가는 첫 열차는 1940년에 출발했다.
자금, 엔지니어링 및 건설은 주로 도이체 방크와 1890년대에 이스탄불, 앙카라, 콘야를 연결하는 아나톨리아 철도 (Anatolische Eisenbahn)를 건설했던 필리프 홀츠만 회사를 통해 독일 제국이 제공했다. 오스만 제국은 아라비아반도에 대한 통제력을 유지하고, 우라비 봉기 이후 1882년부터 영국 군사 통제하에 있던 명목상 오스만 영토(1914년까지)였던 이집트 케디브국으로 홍해를 가로질러 영향력을 확장하고자 했다. 철도가 완공되었다면 독일은 메소포타미아의 유전 가능성에 접근할 수 있었을 뿐만 아니라, 페르시아만에 있는 바스라 항구와의 연결도 가능했을 것이다. 후자는 독일 식민제국의 동부 지역에 대한 접근을 제공하고, 영국과 프랑스 이권이 통제하는 수에즈 운하를 피할 수 있게 했을 것이다.
이 철도는 제1차 세계 대전 직전 몇 년 동안 국제 분쟁의 원인이 되었다. 비록 전쟁이 시작되기 전인 1914년에 해결되었다고 주장되지만, 이 철도가 제1차 세계 대전의 주요 원인이었던 제국주의적 경쟁의 발현이었다고도 제안되었다. 외딴 토로스산맥에서의 기술적 어려움과 외교적 지연으로 인해 1915년까지 철도는 완공까지 여전히 480 킬로미터 (300 mi)가 부족했고, 바그다드가 영국군에 의해 점령되고 남부의 헤자즈 철도가 토머스 에드워드 로런스가 이끄는 게릴라군의 공격을 받는 전쟁 동안 그 사용이 심각하게 제한되었다. 건설은 1930년대에 재개되어 1940년에 완료되었다.
제1차 세계 대전이라는 특정 맥락에서 철도의 최근 역사는 서문에서 독일이 대영 제국에 맞서기 위한 전 세계적 이해관계와 오스만이 사방의 러시아, 프랑스, 영국 경쟁자들에 맞서기 위한 지역적 이해관계를 깔끔하게 설명한다. 당시 '현장의' 동시대인 모리스 재스트로가 말했듯이:
"나폴레옹이 말했듯이, 위대한 대륙 세력의 손에 있는 안트베르펜이 영국 해안에 겨눠진 권총이라면, 독일(또는 다른 강력한 세력)의 손에 있는 바그다드와 페르시아만은 인도를 겨냥한 42센티미터 대포가 될 것이라고 영국에서는 느꼈다."

## 개요
더 일찍 완공되었다면 베를린-바그다드(궁극적으로 함부르크-바스라) 철도는 독일의 항구에서 페르시아만의 항구까지 운송 및 무역을 가능하게 하여 무역품과 보급품을 독일의 가장 먼 식민지 및 전 세계와 직접 교환할 수 있게 했을 것이다. 독일로 돌아오는 여정은 독일 산업에 직접적인 석유 공급을 제공했을 것이다. 영국이 해상 운송을 통제하는 것에 덜 영향을 받는 자원 접근은 산업 및 무역에서 독일 경제 이익에 도움이 되었을 것이며, 식민지 무역에서 영국의 경제적 지배력에 위협적이었을 것이다.
철도는 또한 정치적 영향이 경제적 영향에 뒤따른다는 것이 자명하게 받아들여졌기 때문에 러시아에도 위협이 되었으며, 철도는 독일의 경제적 영향력을 캅카스 국경과 러시아가 시장의 지배적 점유율을 차지했던 북부 페르시아까지 확장할 것으로 예상되었다.
19세기 후반까지 오스만 제국은 약해졌고, 산업화된 유럽からの 값싼 수입품과 비참한 러시아-튀르크 전쟁 (1877년~1878년)의 영향으로 인해 국가 재정은 열강으로 구성되고 그들에게 책임을 지는 오스만 공채 관리국에 의해 통제되었다. 유럽인들은 약화되는 제국의 자원을 착취할 큰 잠재력을 보았다. 관개는 농업을 변화시킬 수 있었고, 크로뮴, 안티모니, 납, 아연 광산과 일부 석탄이 있었다. 무엇보다도, 잠재적으로 방대한 양의 석유가 있었다.
일찍이 1871년, 전문가 위원회는 티그리스강과 유프라테스강의 지질을 연구하고 양질의 석유가 풍부하지만 열악한 운송으로 인해 이미 러시아와 미국에서 운영 중인 유전과 경쟁하기 어려울 것이라고 보고했다. 1901년, 독일 보고서는 이 지역에 거의 무진장한 "석유 호수"가 있다고 발표했다.
1872년, 독일 철도 기술자 빌헬름 폰 프레셀은 오스만 정부에 의해 터키 철도 계획 개발을 위해 고용되었다. 그러나 민간 기업은 보조금 없이는 철도를 건설하지 않았고, 따라서 오스만 정부는 수입의 일부를 건설 보조금으로 할당해야 했으며, 이는 유럽 열강에 대한 부채를 증가시켰다.
이스탄불에서 바그다드로 가는 철도 노선 건설 과정은 1888년에 뷔르템베르크 연합 은행의 이사인 알프레드 폰 카울라와 도이체 방크의 전무 이사인 게오르크 폰 지멘스가 컨소시엄을 구성하고 터키 지도자들로부터 하이다르파샤 – 이즈미트 철도를 앙카라로 연장할 수 있는 조차권을 획득하면서 시작되었다. 그리하여 아나톨리아 철도 회사 (SCFOA, 또는 ARC)가 설립되었다.
1892년 12월 앙카라 노선이 완공된 후, 에스키셰히르에 철도 공장이 건설되었고, 에스키셰히르에서 콘야까지 철도 노선을 건설할 허가를 받았다. 이 노선은 1896년 7월에 완공되었다. 두 노선 모두 바그다드 철도의 첫 두 구간이었다. 독일 엔지니어들이 동시에 건설한 또 다른 철도는 하미트 2세 술탄이 의뢰한 헤자즈 철도였다.
오스만 제국은 이 노선을 영국 해군의 포 사정권 밖에 두기로 결정했다. 따라서 알렉산드레타에서 알레포까지의 해안 노선은 피했다. 이 노선은 아마누스산맥 내륙을 가로질러야 했으며, 이로 인해 아이란 역과 페브지파샤 사이에 8 km 길이의 터널을 포함한 비싼 공학 비용이 들었다.

## 바그다드 조차

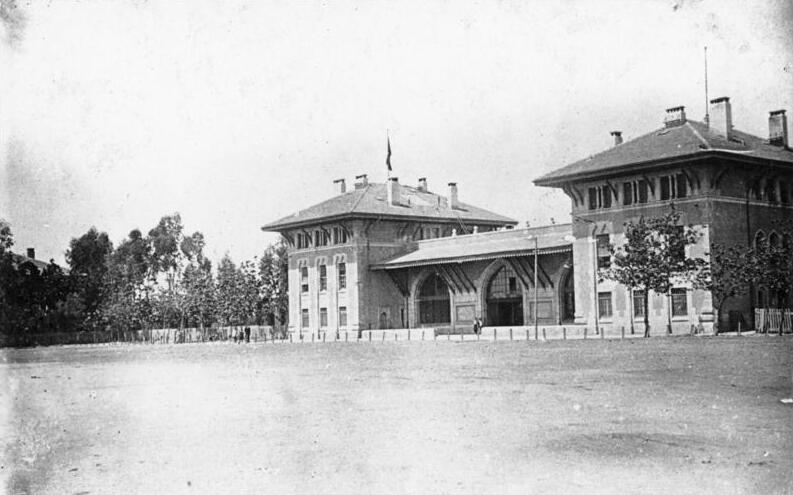
1913년 아다나 중앙역

1898년과 1899년에 오스만 공공사업부는 바그다드 철도 건설 허가 신청을 많이 받았다. 도이체 방크가 최종적으로 조차권을 획득한 것은 경쟁이 없어서가 아니었다. 러시아 계획은 이스탄불에서 러시아의 영향력이 확장될 것을 우려하여 거부되었다. 재정적으로 튼튼했던 영국 계획은 보어 전쟁 발발로 무산되었다. 제국 오스만 철도라는 이름의 재정적으로 튼튼했던 프랑스 제안은 최종 승리한 도이체 방크 계획의 재정가가 될 수 있었다.
유럽의 다른 국가들은 1903년 오스만 정부가 오스만 기업에 콘야에서 바그다드까지 철도 노선 건설 허가를 주기 전까지는 철도 노선 건설에 거의 관심을 기울이지 않았다. 바그다드 철도 회사는 몇몇 독일 은행에 의해 통제되었다. (맥머레이는 철도가 터키를 독일에 묶었다는 이론을 부정한다.)

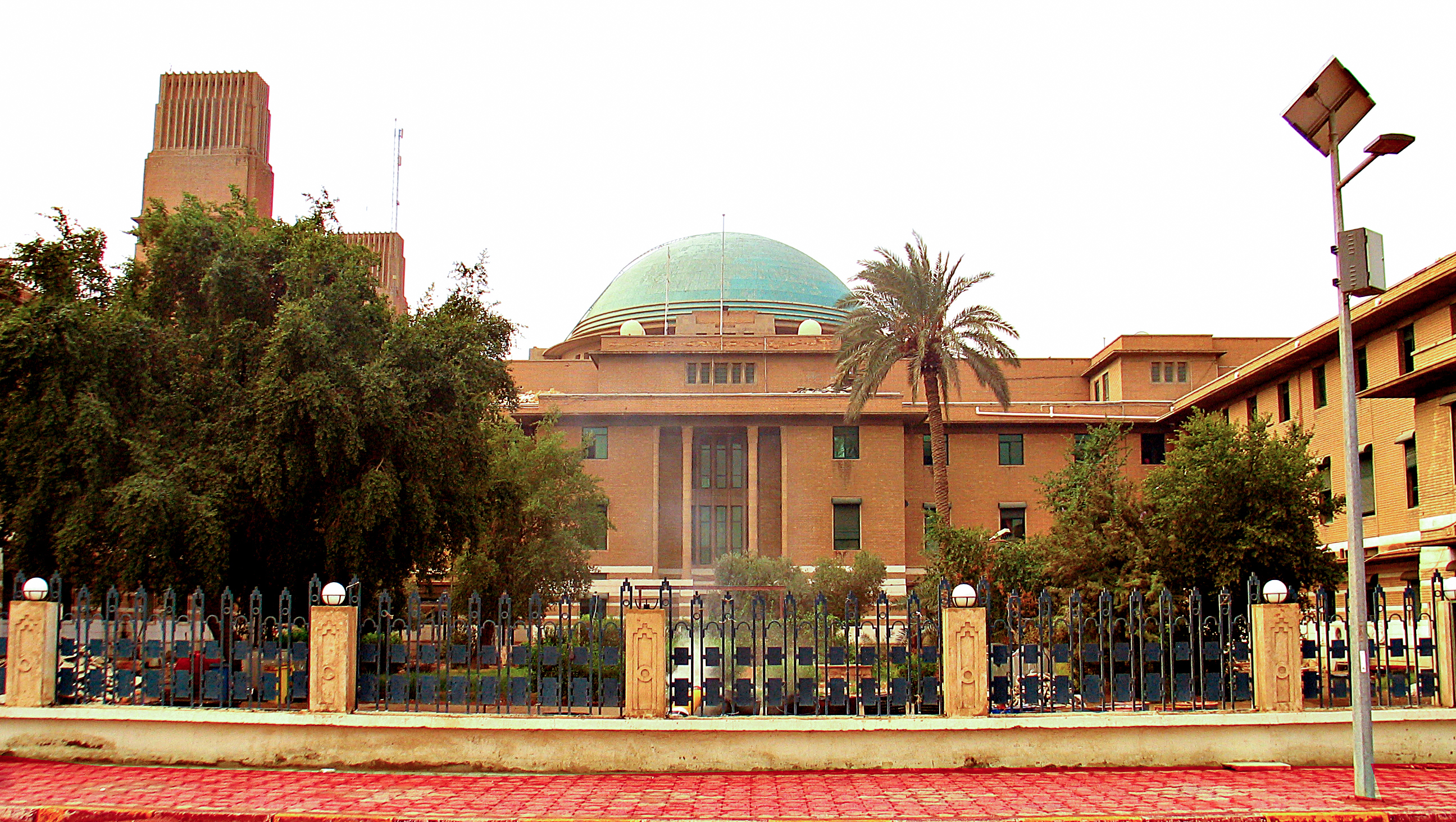
바그다드 중앙역, 2012년

1903년 이후 러시아, 프랑스, 영국에서는 독일의 대 베를린-바그다드 철도 건설 계획의 함의가 명백해지면서 우려가 생겼다. 베를린과 페르시아만을 연결하는 철도는 독일에 아프리카의 가장 남쪽 식민지인 독일령 동아프리카 (현 르완다와 부룬디 및 탄자니아 본토)와 독일령 남서아프리카 (현 나미비아에서 월비스베이 제외)와의 연결을 제공할 것이었다. 이 철도는 궁극적으로 오스만 제국과 독일에 대한 유대를 강화하여 지역의 세력 균형을 바꿀 수 있었을 것이다.
외교적 장애물에도 불구하고 철도 건설은 서서히 시작되었다. 지리적 및 정치적 장애물 모두 제1차 세계 대전이 시작된 1914년 이전에 바그다드 철도가 완공되는 것을 막았다. 대부분의 건설 작업은 필리프 홀츠만이 수행했다.

## 노선
철도는 다음 도시와 지역을 북서쪽에서 남동쪽으로 통과했다:
- 콘야
- 아나톨리아 고원
- 카라만
- 에레글리
- 토로스산맥 산기슭
- 킬리키아 문
- 추쿠로바 평야
- 예니제
- 아다나
- 아마누스산맥
- 라조[21]
- 알레포
- 텔아비야드[21]
- 누사이빈
- 모술
- 바그다드
- 바스라

아다나 – 예니제 – 메르신 철도는 바그다드 철도 건설 이전에 존재했으며 후자의 예니제–아다나 구간에 사용되었다.

### 현대 노선 구간
주요 노선
- 콘야 – 울루크슐라 – 예니제 철도
- 아다나 – 예니제 – 메르신 철도
- 아다나 – 토프라칼레 – 페브지파샤 – 알레포 철도
- 알레포 – 카르카므슈 – 셰뉴르트 – 누사이빈 철도
- 누사이빈 – 카미슐리 – 알야루비야 철도 (라비아, 이라크 연결)
- 바그다드 – 바이이 – 모술 – 라비아 철도 (IRR 북부선) (알야루비야, 시리아 연결)

지선
- 토프라칼레 – 이스켄데룬 철도
- 셰뉴르트 – 마르딘 철도

연결 노선
- 에스키셰히르 – 아피온카라히사르 – 콘야 철도
- 페브지파샤 – 나르르 – 욜차티 – 쿠르탈란 철도
- 나르르 – 카르카므슈 철도
- 다마스쿠스 – 하마 – 알레포 철도
- 하마 – 라타키아 철도
- 알레포 – 데이르 에즈조르 – 아부카말 철도 (후사이바, 이라크 연결)
- 데이르 에즈조르 – 카미슐리 철도
- 하디타 – 바이이 – 키르쿠크 철도 (IRR 횡단선)
- 바그다드 – 알카임 – 후사이바 및 알카임 – 아카샤트 철도 (IRR 서부선) (아부카말, 시리아 연결)
- 바그다드 – 바스라 고속 철도 (IRR 남부선)

## 영국인의 철도에 대한 견해
영국의 초기 반응은 강력한 지지였다. 이 사업의 긍정적인 이점을 설명하는 긴 기사가 타임스에 실렸다. 그러나 페르시아만을 향한 바스라에서 연장하는 계획은 영국인의 반대에 부딪혔고, 그 결과 쿠웨이트의 에미르는 독일인에게 어떤 저장 시설도 빌려주기를 거부했다.
이 철도는 결국 메소포타미아에서 영국 무역과 경쟁하게 될 것이었지만, 이는 여러 해 동안 일어나지 않았다. 그러나 1906년, 함부르크-아메리칸 증기선 회사는 유럽과 페르시아만 사이에 정기 증기선을 운항할 의사를 밝혔다. 무익한 가격 전쟁 끝에, 독점권을 잃었던 영국 노선은 1913년에 경쟁자들과 합의에 이르렀고, 상당한 정치적 우려를 야기했던 경쟁을 끝냈다.

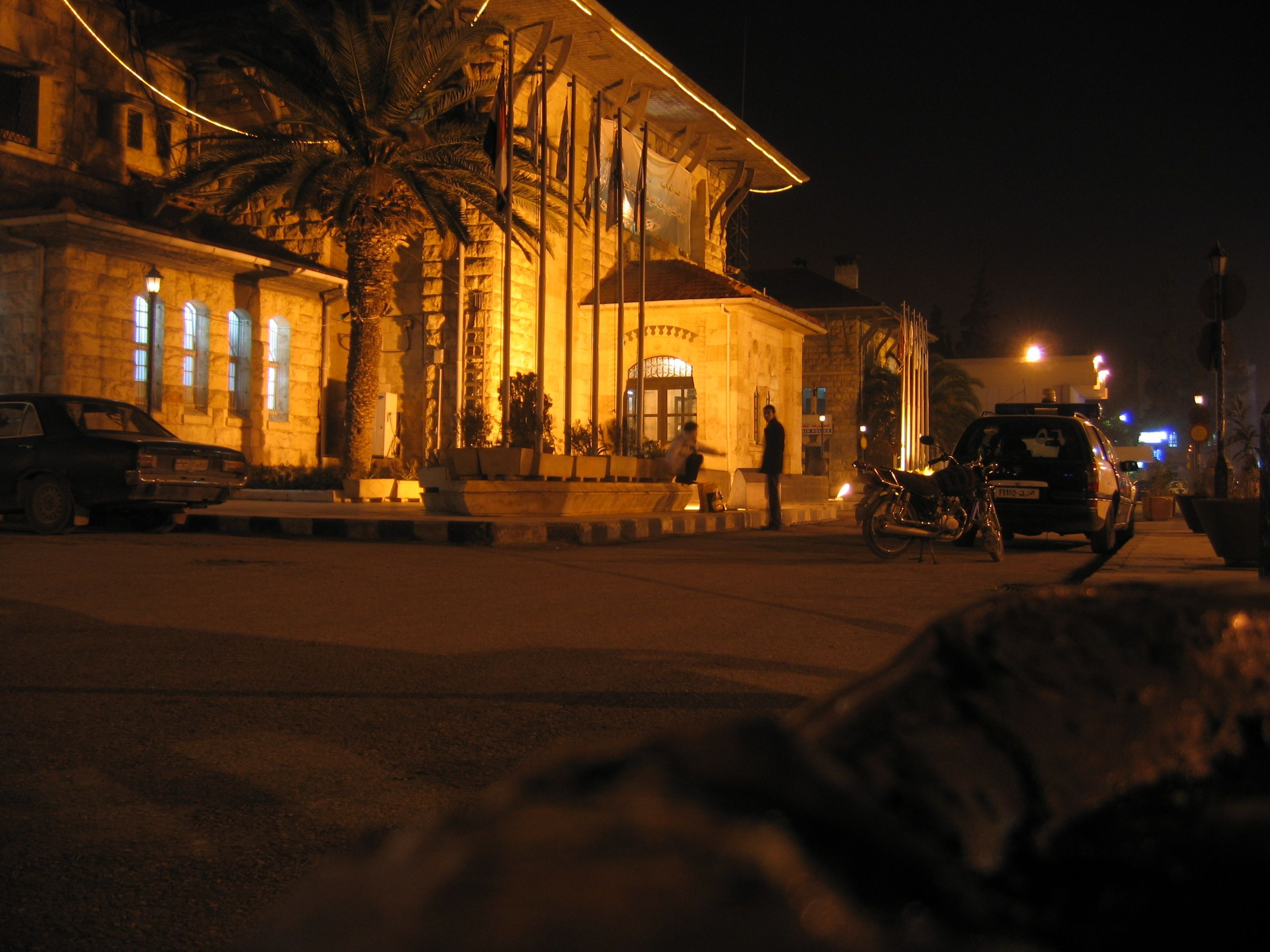
알레포, 시리아의 철도역

1911년, 철도 회사는 알레포에서 알렉산드레타로 지선을 건설하여 북부 시리아와 북부 메소포타미아 계곡의 귀중한 무역을 확보하고자 했다. 그러나 청년 튀르크 정부는 관세율을 11%에서 14%로 인상하지 않고서는 추가 철도 조차권을 제공할 수 없었다. 이러한 인상은 모든 강대국의 동의를 필요로 했지만, 에드워드 그레이 경이 영국 하원에서 연설한 후 영국에 의해 거부되었다: "만약 그 돈이 영국 무역에 불확실한 이점이 될 수 있는 철도를 증진하는 데 사용된다면... 우리는 그 인상에 동의할 수 없다고 말한다... ".
영국은 철도가 페르시아의 유전에 너무 가깝다는 것을 깨달았다. 그들은 청년 튀르크당이 영국 왕립 해군에 필수적인 석유 공급을 차단할 수 있다고 우려했다.
영국 정부가 보호해야 한다고 주장했던 주요 영국 상업 이익은 스트라스나버의 제임스 라일 매케이 남작의 것이었다. 인치케이프 경은 대영 제국의 가장 중요한 해운 거물이자 앵글로-페르시아 석유 회사와 다아시 탐사 회사의 이사였다. 2월 23일, 런던에서 인치케이프 경과 바그다드 철도 회사 사이에 계약이 체결되었다. 1914년 3월, 독일 정부는 남부 메소포타미아와 중앙 및 남부 페르시아를 앵글로-페르시아 석유 회사의 독점적인 운영 지역으로 인정할 수밖에 없었다.

## 러시아인의 철도에 대한 견해
러시아인들도 캅카스 지역에 대한 우려 때문에 이 철도에 반대했다. 철도에 대한 러시아의 지지는 1910년에야 차르 니콜라이 2세와 독일 황제 빌헬름 2세와의 회담에서 쿠르드 또는 아르메니아 지역에는 노선이 계획되지 않았음을 확신받고서야 얻어졌다.

## 제1차 세계 대전 발발에 미친 역할

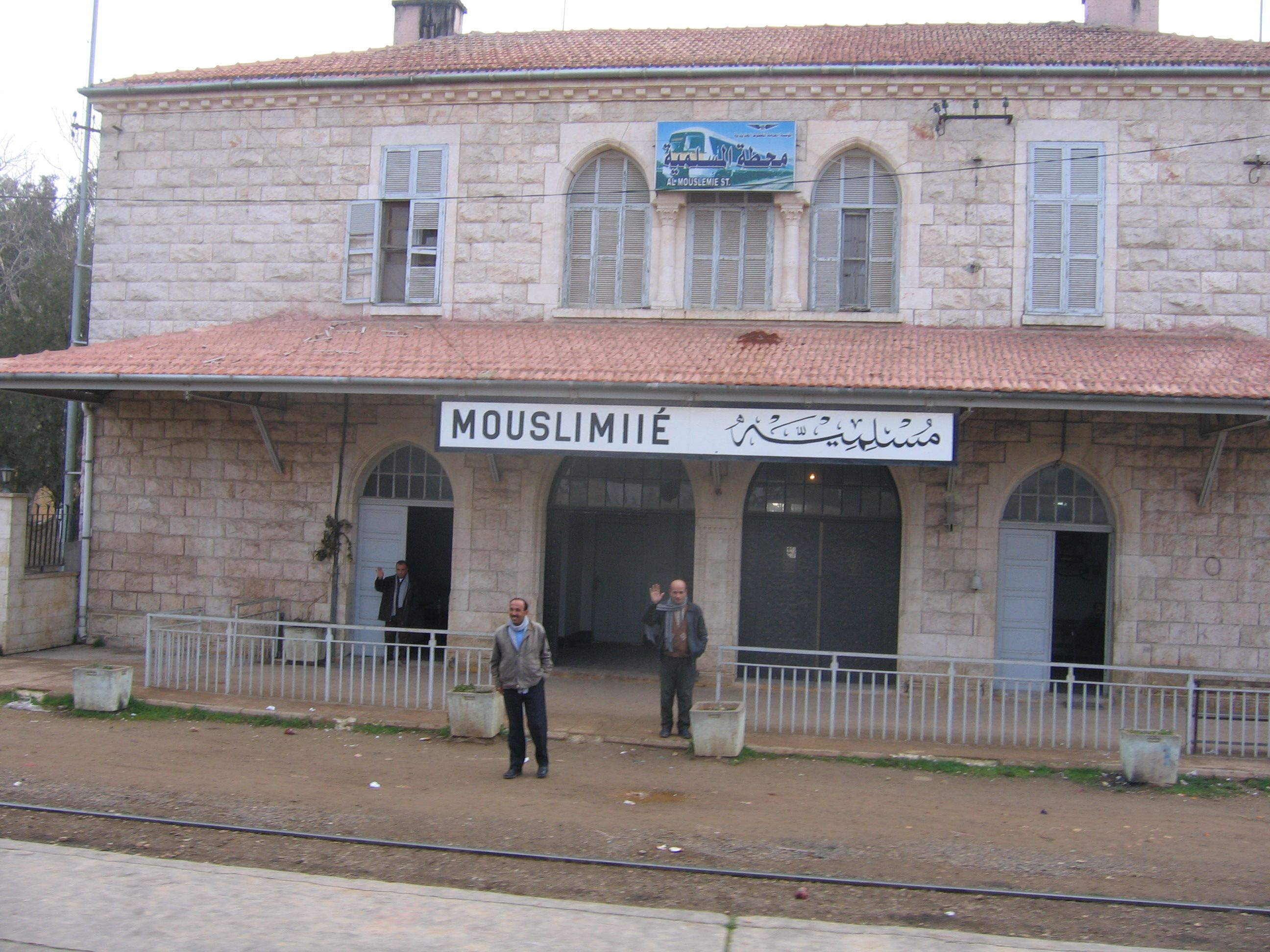
알레포, 시리아 북부의 무슬리미예 분기점 철도역, 이스탄불과 바그다드로 가는 노선이 분기되었다

철도가 전쟁 발발에 기여한 요인으로서의 역할에 대한 논의는 두 가지 문제로 인해 복잡하다:
첫째, 전쟁 직후 이 문제에 대해 글을 쓴 역사가와 정치 분석가들은 폐쇄된 외교 기록을 소유하지 못했으며, 이는 역사 기록에 대한 중요한 부분이자 관점이다. 독일 정부의 외교 문서는 1922년에서 1927년 사이에, 영국 문서는 1926년에서 1938년 사이에 공개되었다. 러시아 문서는 일부만 공개되었고, 이탈리아 문서는 제2차 세계 대전 이후에야 나왔다.
마르크스주의 역사가들은 제국주의적 경쟁과 경제를 전쟁의 원동력으로 강조했는데, 이는 당시 철도와 관련하여 대중적으로 보도되었으며 특히 러시아 외교 문서에 나타난 바와 같다. 외교, 재정, 합의 및 이후의 관점과 상관없이 철도의 존재는 독일 산업에 석유와 페르시아만의 항구에 대한 접근을 제공했기 때문에 독일 무역에 대한 영국의 지배력에 위협을 가했을 것이다. 연료로서 석탄과 달리 석유의 중요성이 인식되었는데, 이는 경쟁 해군의 성능과 역량을 크게 향상시킬 수 있었기 때문이다. 인식된 전략적 중요성은 전쟁 중 영국의 주둔과 1913년 영-오스만 협약에 의해 페르시아만 북부 접근을 차단하기 위해 오스만 제국의 자치 카자(지구)이자 사실상의 영국의 보호령인 쿠웨이트 셰이크국이 일찍이 설립된 것으로 알 수 있다.
다른 역사가들은 난해한 민족성과 소수 집단에 대한 자결권 부인을 포함한 많은 다른 문제들이 제1차 세계 대전의 원인이었다고 주장한다. 그들은 비록 철도 문제가 1914년 이전에 격화되었지만(코리건은 철도 문제가 독일과 오스만을 갈라놓았음을 보여준다), 보수적인 영미 역사가들은 전쟁 시작 전에 주요 논쟁이 원칙적으로 해결되었기 때문에 그것이 제1차 세계 대전의 원인이 아니라고 주장한다.
일부 낙관론은 오랜 불화를 해소하려는 독일 정부의 의지에 기인해야 한다... 그리고 1914년 6월, 바그다드 철도에 대한 합의가 이루어졌다.

1914년 이전에 프랑스, 독일, 영국 정부 사이에 마찰을 야기했던 베를린-바그다드 철도 자금 조달 및 포르투갈 식민지의 미래 처분과 같은 많은 경제 및 식민지 문제가 1914년 여름까지 해결되었다.

결국 바그다드 철도 문제에 대한 영국과 오스만 정부 간의 합의는 1913년에 다음과 같은 조건으로 이루어졌다: 첫째, 아시아 튀르키예의 어떤 철도에서도 차등 대우가 없어야 한다; 둘째, 영국 정부가 승인한 두 명의 영국 대표가 바그다드 철도 회사 이사회에 참여해야 한다; 셋째, 철도의 종착역은 바스라여야 한다; 마지막으로, 영국 정부의 승인 없이는 바스라에서 걸프만까지 철도가 건설되어서는 안 되며, 이는 문제의 중요성을 말해준다. 이어서 1914년 6월 15일 런던에서 유사한 내용의 영-독 협정이 체결되었다. 그러나 제1차 세계 대전 발발 직전에 이루어진 이 협정들은 실현되지 않았다.:128

그러나 전쟁은 1914년 8월 1일에 시작되었고 – 하루 뒤 오스만-독일 동맹을 확립하는 비밀 조약이 체결되었다. 이는 문제가 완전히 해결되지 않았다는 주장에 신빙성을 더할 수 있다. 실제로, 독일의 메소포타미아 석유 접근 제한 및 페르시아만 철도 접근의 전략적 배제는 제1차 세계 대전 중 영국군의 주둔에 의해, 그리고 이후 베르사유 조약에서 바그다드 철도를 독일 소유에서 제외하고 1920년 산레모 석유 협정에서 터키 석유 회사에 대한 독일의 25% 지분을 프랑스로 이전함으로써 강제되었다. 따라서 철도 존재로 인한 영-독 경제 경쟁의 잠재적 결과는 합의보다는 소유권과 직접적인 통제에 의해 궁극적으로 해결되었다. 영미 관점에서 과정에 대해 인기가 없는 마르크스주의 역사가들은 민족주의적이고 정치적인 경쟁보다는 경제적 맥락이 근본 원인에 깔려 있다고 제안할 것이다.

## 제1차 세계 대전 중
1915년까지 철도는 디야르바키르에서 동쪽으로 약 80 킬로미터 (50 mi) 지점에서 끝났다. 알레포에서 동쪽으로 향하는 또 다른 지선은 누사이빈에서 끝났다. 또한 바그다드에서 북쪽으로 티크리트까지, 남쪽으로 쿠트까지 일부 철로가 깔렸다. 이로 인해 철도 노선 사이에 약 480km (300마일)의 간격이 생겼다. 또한 철도가 지나갈 세 개의 산이 있었지만, 세 산을 통과하는 터널은 완성되지 않았다. 따라서 철도는 전쟁 시작 시 네 개의 다른 구간을 가지고 있었다. 전쟁 중 이스탄불에서 바그다드까지 가는 총 소요 시간은 22일이었다. 총 거리는 2,020 킬로미터 (1,260 mi)였다.
철도의 끊어진 구간은 오스만 정부가 메소포타미아 전선에 보급품과 증원군을 보내는 데 상당한 어려움을 겪게 했다. 메소포타미아에서의 전투는 나머지 전쟁과 다소 고립되어 있었다.
갈등 중에 오스만과 독일 노동자들은 연합군 전쟁 포로들과 함께 군사 목적으로 철도를 완공하기 위해 노력했지만, 인력 부족으로 제한적이었다. 더 중요한 것에 돈을 써야 할 일이 많았기 때문에 두 개의 간격만 메워졌다.
철도가 집단학살에 처음 사용된 것은 1915년 초, 제이툰 출신의 아르메니아 여성과 아이들이 열차로 콘야로 강제 이주되고 나중에 시리아 사막으로 행진하게 되었을 때였다. 많은 아르메니아인들이 철도를 통해 추방되었고 나중에 아르메니아인 집단학살 과정에서 살해되었다.

## 제1차 세계 대전 이후

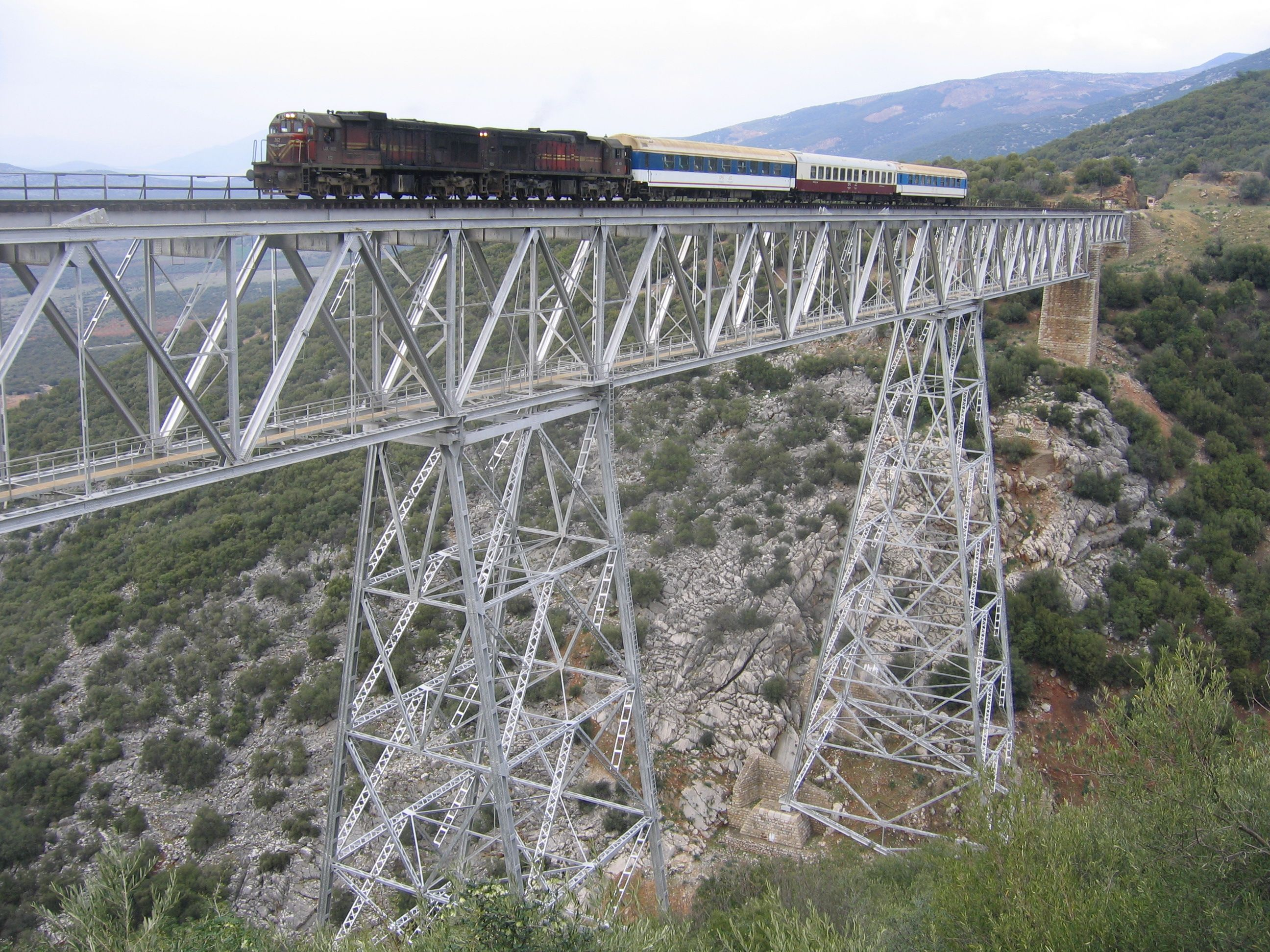
철도가 다양한 풍경을 지나간다: 튀르키예/시리아 국경역 메이단 에크베즈와 무슬리미예 분기점 사이의 다리

1919년, 베르사유 조약은 바그다드 철도에 대한 독일의 모든 권리를 취소했지만, 도이체 방크는 자산을 스위스 은행으로 이전했다.
앙카라 조약은 시리아-튀르키예 국경을 서쪽의 알라이에서 동쪽의 누사이빈까지 철도 선로를 따라 설정했으며, 국경은 선로의 시리아 쪽에 위치하여 선로는 터키 영토에 남겨졌다. 더 서쪽으로는, 조약은 또한 메이단 에크비스 마을과 철도역 바로 북쪽에 국경을 설정했다.
튀르키예, 이탈리아, 프랑스, 영국의 사람들은 해당 국가들의 다양한 불분명한 이익 단체에 바그다드 철도에 대한 특정 통제권을 부여하는 다양한 합의를 만들었다. 투자자, 투기꾼, 금융가들은 1923년까지 은밀하고 비밀스러운 방식으로 연루되었다.
영국 육군은 바그다드에서 바스라까지의 남동부 구간을 완성하여 그 부분이 영국의 통제하에 있었다. 프랑스는 철도 중앙 부분에 대한 어느 정도의 통제권을 얻기 위해 협상했고, 터키의 이익 단체는 터키 내에 건설된 가장 오래된 구간을 통제했지만, 1923년 이후에도 계속해서 회담이 열렸다. 근동에서의 미국 개입은 1923년 터키가 프랑스와 영국의 반발을 샀던 체스터 양허를 승인하면서 시작되었다.
1930년에는 누사이빈과 키르쿠크 사이의 끊긴 구간을 연결하기 위해 도로를 통한 여객 서비스가 도입되었다. 때로는 롤스로이스 차량과 토니크로프트 버스가 사용되었다.

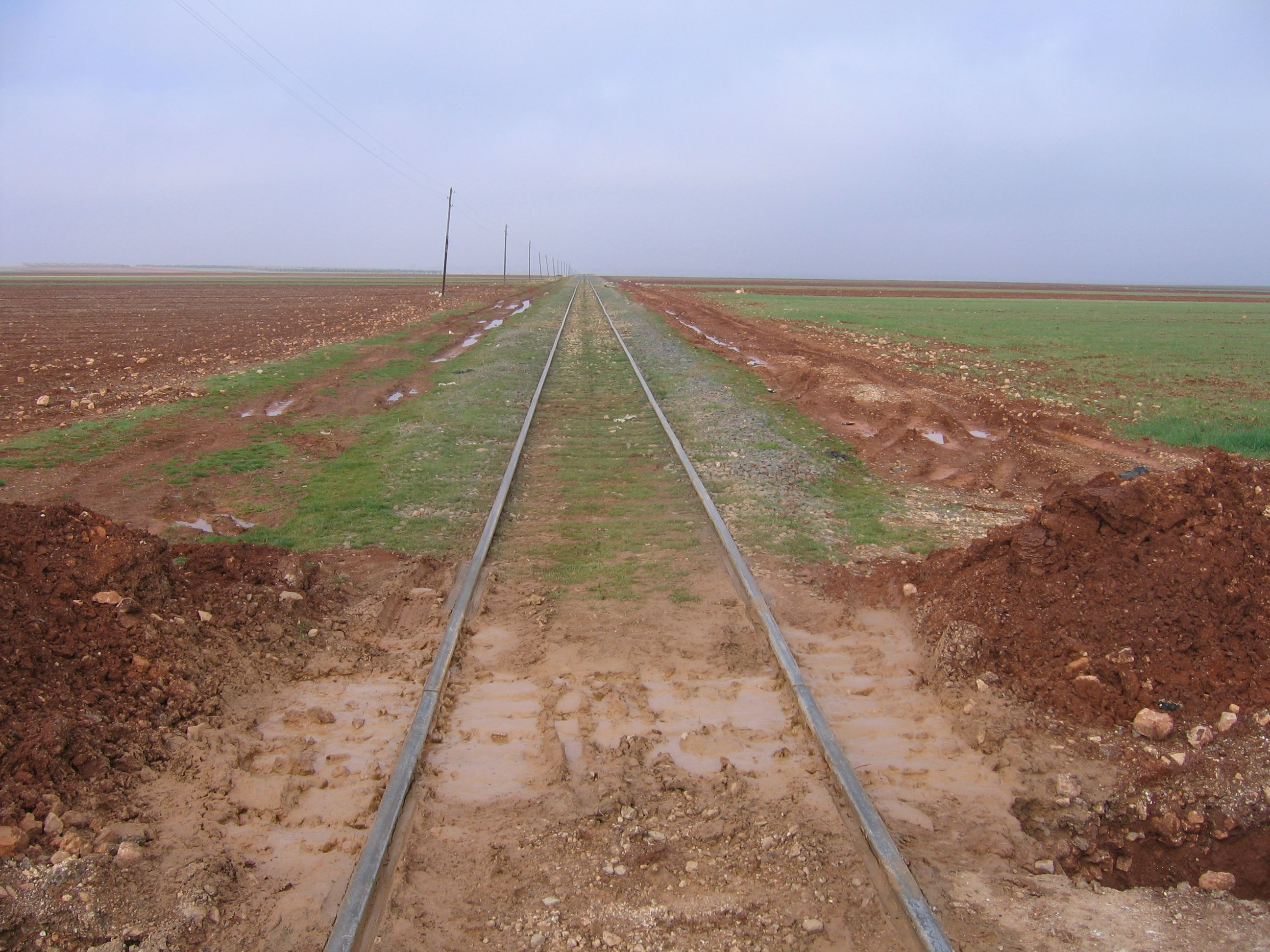
철도가 다양한 풍경을 지나간다: 시리아 알레포 북부 평원

1932년 이라크 왕국은 영국으로부터 독립했다. 1936년, 이라크는 자국 영토의 모든 철도를 영국으로부터 매입하고 텔코체크에서 바이이까지의 끊긴 구간(290마일 중 짧은 구간은 누사이빈에서 시작하여 시리아 영토에 있었다)을 건설하기 시작했다. 석유는 효율적인 파이프라인 운송에는 너무 무거운 중질유 지역에서 발견되었다. 1940년 7월 15일, 철도가 완공되었고, 이틀 뒤 토러스 익스프레스가 이스탄불과 바그다드 사이의 첫 완전한 운행을 시작했다. 그 해, 영국의 로버트 스티븐슨 앤드 호손스 기관차 공장은 바그다드와 텔코체크 사이에서 토러스 익스프레스를 견인하기 위한 유선형 태평양 증기 기관차를 제작했다. 이 기관차들은 1941년 이라크 국영 철도에 납품되어 PC급으로 운행을 시작했다.
새로운 표준궤 철도가 바그다드와 바스라 사이에 1964년에는 화물 운송용으로, 1968년에는 승객 운송용으로 개통되었다. 또한 적어도 1970년대까지는 승객 운송에도 사용되었다. 이는 1920년에 건설된 미터 궤 노선을 대체했으며, 보스포루스 해협과 페르시아만을 궤간 변경 없이 처음으로 연결했다. 그러나 터키, 시리아, 이라크 간의 긴장된 관계는 계속적인 운송을 드물게 만들었고, 다른 운송 수단이 곧 그 전략적 및 경제적 중요성을 감소시켰다.

## 현재 상황
- 대부분의 노선은 사용 가능한 상태이며 로빈슨의 세계 철도 아틀라스 (2006)에는 그대로 남아있는 것으로 표시되어 있다.[42]
- 대부분의 역은 여전히 원형이다.
- 터키 토프라칼레와 나르르 사이 구간은 중광석 운송을 위해 전철화되었다.
- 철도 부지는 서쪽의 알라이 역에서 동쪽의 누사이빈까지 350 km 이상 시리아-튀르키예 국경을 이루며,[43] 철도 선로는 터키와 시리아의 지뢰밭과 통제선 사이에 끼어 터키 쪽에 위치한다.
- 2010년 2월 16일 이라크의 모술과 튀르키예의 가지안테프를 잇는 연결선이 재개통되었다. 첫 열차는 모술에서 가지안테프까지 18시간이 걸렸다. 2월 18일에는 가지안테프에서 모술로 돌아오는 열차가 출발했다.[44][45] 이 노선은 현재 다시 폐쇄되었다.[46] 새로운 열차가 도입될 때까지 바그다드와 바스라 사이의 열차 서비스는 제한적이다.[47]

## 같이 보기
- 이라크 공화국 철도

## 내용주
1. ↑  참고: 터키 석유 회사

### 참고 문헌
- BİLGİN, Mustafa Sıtkı (2004). 《The Construction of the Baghdad Railway and its Impact on Anglo-Turkish Relations, 1902–1913》. 《Osmanlı Tarihi Araştırma ve Uygulama Merkezi Dergisi (Journal of the Center for Ottoman Studies, Ankara University)》 16. 109–130쪽. doi:10.1501/OTAM_0000000524. ISSN 1019-469X.
- Christensen, Peter (2017). 《Germany and the Ottoman Railways: Art, Empire, and Infrastructure》. New Haven, Connecticut: Yale University Press. ISBN 9780300225648.
- Corrigan, H.S.W. (April 1967). “German-Turkish Relations and the Outbreak of War in 1914: A Re-Assessment”. 《Past and Present》. 36호. 144–152쪽.
- Earle, Edward Meade (1966) [1924]. 《Turkey, The Great Powers, and the Bagdad Railway: A Study in Imperialism》 reprint판. New York: Macmillan.
- Engdahl, F. William (2004). 《A Century of War: Anglo-American Oil Politics and the New World Order》. Palm Desert, California: Progressive Press. ISBN 0-7453-2310-3.
- Evans, R.J.W.; Strandmann, Hartmut Pogge von, 편집. (1990). 《The Coming of the First World War》. New York: 옥스퍼드 대학교 출판부. ISBN 978-0-19-822841-7.
- Henig, Ruth Beatrice (2002) [1989]. 《The Origins of the First World War》 2판. London: Routledge. ISBN 978-0415261852.
- Hughes, Hugh (1981). 《Middle East Railways》. Harrow, England: Continental Railway Circle. ISBN 0-9503469-7-7.
- Jastrow, Morris Jr. (1917). 《The War and the Bagdad Railway: The Story of Asia Minor and Its Relation to the Present Conflict》. Philadelphia: J.B. Lippincott. ISBN 1-4021-6786-5 – Archive.org 경유.
- Khairallah, Shereen (1991). 《Railways in the Middle East 1856–1948 (Political and Economic Background)》. Beirut: Librarie du Liban. ISBN 1-85341-121-3.
- Maloney, Arthur P. (1984). 《The Berlin-Baghdad Railway As a Cause of World War I》. Alexandria, Virginia: Center for Naval Analyses. OCLC 10818256.
- McMeekin, Sean (2010). 《The Berlin-Baghdad Express: The Ottoman Empire and Germany's Bid for World Power》. Cambridge, Massachusetts: Harvard University Press. ISBN 9780674057395.
- McMurray, Jonathan S. (2001). 《Distant Ties: Germany, the Ottoman Empire, and the Construction of the Baghdad Railway》. Westport, Connecticut. ISBN 0-275-97063-9.
- Somerwil-Ayrton, Kathie (2007). 《The Train That Disappeared into History: The Berlin-to-Bagdad Railway and How It Led to the Great War》. Soesterberg, Netherlands: Uitgeverij Aspekt. ISBN 978-90-5911-573-6. OCLC 227331940.
- Pongiluppi, Francesco (2015). 〈The Energetic Issue as a Key Factor of the Fall of the Ottoman Empire〉.   Biagini; Motta. 《The First World War: Analysis and Interpretation》 2. Newcastle upon Tyne, England: Cambridge Scholars Publishing. 453–464쪽. ISBN 9781443885317.
- Wolf, John B. (1936). 《The Diplomatic History of the Bagdad Railroad》. Columbia, Missouri: The University of Missouri. OCLC 2495942.

### 다른 언어
- Besirli, Mehmet (1999). 《Die europäische Finanzkontrolle im Osmanischen Reich der Zeit von 1908 bis 1914. Die Rivalitäten der britischen, französischen und deutschen Hochfinanz und der Diplomatie vor dem ersten Weltkrieg am Beispiel der türkischen Staatsanleihen und der Bagdadbahn》 (독일어). Berlin: Mensch & Buch Verlag. ISBN 9783933346513.
- Bickel, Benno (2003). 〈Mit Agatha Christie durch die Schluchten des Taurus. Die Bagdadbahn im Spiegel der Literatur und des Reiseberichts〉.   Franzke, Jürgen. 《Bagdadbahn und Hedjazbahn. Deutsche Eisenbahngeschichte im Vorderen Orient》 (독일어). Nürnberg: W. Tummels. 120–124쪽. ISBN 3-921590-05-1.
- Bickel, Benno (2003). 〈Zeittafel Bagdadbahn〉.   Franzke, Jürgen. 《Bagdadbahn und Hedjazbahn. Deutsche Eisenbahngeschichte im Vorderen Orient》 (독일어). Nürnberg: W. Tummels. 160–162쪽. ISBN 3-921590-05-1.
- Chéradame, André (1911). 《The Baghdad Railway (Proceedings of the Central Asian Society)》. London: Central Asian Society. hdl:2027/uc1.b3487914?urlappend=%3Bseq=49%3Bownerid=9007199258686945-61. OCLC 52087046.
- Chéradame, André (1903). 《Le chemin de fer de Bagdad》. Paris: Plon-Nourrit.
- Civelli, Jgnaz (2010). 《Deutsche Schienen in osmanischem Boden. Eine virtuelle Reise mit der Anatolischen und Bagdadbahn durch Geschichte, Wahrnehmungen, Raum und Zeit》 (독일어). Zofingen. ISBN 978-3-640-59495-5.
- Groß, Lothar (2012). 《Made in Germany: Deutschlands Wirtschaftsgeschichte von der Industralisierung bis heute Band 1: 1800–1945》 (독일어). Books on demand. ISBN 978-3-8482-1042-8.
- Heigl, Peter (2004). 《Schotter für die Wüste. Die Bagdadbahn und ihre deutschen Bauingenieure》 (독일어). Nürnberg. ISBN 3-00-014268-1.
- Lodemann, Jürgen (1990). 《Mit der Bagdadbahn durch unbekannte Türkei. Tagebuch einer preiswerten Reise》 (독일어). Eggingen. ISBN 3-925016-62-7.
- Manzenreiter, Johann (1982). 《Die Bagdadbahn als Beispiel für die Entstehung des Finanzimperialismus in Europa (1872–1903)》 (독일어) 2판. Bochum: Bochumer historische Studien.
- Mejcher, Helmut (1975). “Die Bagdadbahn als Instrument deutschen wirtschaftlichen Einflusses im Osmanischen Reich”. 《Geschichte und Gesellschaft》 (독일어). 1호. 447–481쪽.
- Müller, Johannes (January 1989). “Syrien und die Hedschasbahn”. 《Dampf und Reise / Überseeische Eisenbahnen》 (독일어).
- Preissig, Erika; Klebes, Günther (1989). 〈Eisenbahnbau und Eisenbahnprojekte im Orient und die damit verfolgten wirtschaftlichen und politischen Ziele〉. 《Jahrbuch für Eisenbahngeschichte 21》 (독일어). 43–102쪽.
- Pohl, Manfred (1999). 《Von Stambul nach Bagdad. Die Geschichte einer berühmten Eisenbahn》 (독일어). München. ISBN 3-492-04113-2.
- Pohl, Manfred; Lodemann, Jürgen (1988). 《Die Bagdadbahn. Geschichte und Gegenwart einer berühmten Eisenbahnlinie》 (독일어). Mainz. ISBN 3-7758-1189-3.
- Schöllgen, Gregor (1984). 《Imperialismus und Gleichgewicht. Deutschland, England und die orientalische Frage 1871–1914》 (독일어). München.
- Wolf, John B. (1973). 《The Diplomatic History of the Bagdad Railroad》.